# Krzysztof Koreleski
Krzysztof Jan Koreleski (ur. 12 czerwca 1942 w Dobromilu) – polski profesor nauk rolniczych, emerytowany nauczyciel akademicki Uniwersytetu Rolniczego w Krakowie i Państwowej Wyższej Szkoły Zawodowej w Tarnowie.